# Hello Hurricane
Hello Hurricane è il settimo album discografico in studio del gruppo musicale alternative rock statunitense Switchfoot, pubblicato nel 2009.
Nel febbraio 2011 il disco ha vinto il Grammy Awards 2011 come miglior disco rock gospel. L'album è coprodotto dalla band con Mike Elizondo.

## Tracce
1. Needle and Haystack Life – 3:46
2. Mess of Me – 3:28
3. Your Love Is a Song – 4:19
4. The Sound (John M. Perkins' Blues) – 3:46
5. Enough to Let Me Go – 3:52
6. Free – 4:02
7. Hello Hurricane – 4:04
8. Always – 4:19
9. Bullet Soul – 3:24
10. Yet – 3:53
11. Sing It Out – 5:17
12. Red Eyes – 4:49

## Gruppo
- Jon Foreman - voce, chitarra
- Tim Foreman - basso, cori
- Chad Butler - batteria
- Jerome Fontamillas - tastiere, chitarra, cori
- Andrew Shirley - chitarra, cori

## Classifiche
- Billboard 200 - #13[1]